# Петропавловка (Маслянинський район)
Петропавловка (рос. Петропавловка) — присілок у Маслянинському районі Новосибірської області Російської Федерації.
Входить до складу муніципального утворення Пеньковська сільрада. Населення становить 194 особи (2010).

## Історія
Згідно із законом від 2 червня 2004 року органом місцевого самоврядування є Пеньковська сільрада.

## Населення
| 2002 | 2007 | 2010 |
| ---- | ---- | ---- |
| 280  | ↘260 | ↘194 |